# Axioma de la unió
En teoria de conjunts, l'axioma de la unió és un axioma que postula que la unió d'una col·lecció de conjunts qualssevol existeix.

## Enunciat
L'axioma d'unió afirma senzillament que la unió d'una família de conjunts —el conjunt que conté tots els elements de cada conjunt de la família— existeix:
{\displaystyle \forall A\exists X:\forall Y,Y\in X\Leftrightarrow \exists B\in A:Y\in B}
En paraules: «per a cada conjunt A existeix un altre, X, compost exactament pels elements Y dels elements B d'A». Això permet parlar amb propietat de la unió d'un conjunt —la unió de tots els seus elements—:
{\displaystyle \bigcup A=X|\forall Y,Y\in X\Leftrightarrow \exists B\in A,Y\in B}
La unió de dos conjunts —o un nombre finit qualsevol— és un cas particular d'aquesta construcció:
{\displaystyle A\cup B=\bigcup \{A,B\}}
i, adoptant l'axioma del parell, existeix sempreː

## Consistència relativa
L'axioma de la unió (AU) és completament independent de la resta d'axiomes de Zermelo-Fraenkel (ZF). En la gran majoria dels models de ZF que es construeixen AU és cert, per la qual cosa és consistent amb la resta d'axiomes. Per altra banda, existeixen models de ZFC (inclòs l'axioma de l'elecció) en els quals l'axioma de la unió és fals, per la qual cosa no es pot demostrar la resta de ZFC (ni de la resta de ZF en particular).